# Cephalaspidea
I Cefalaspidei (Cephalaspidea P. Fischer, 1883) sono un ordine di molluschi gasteropodi eterobranchi marini appartenenti all'infraclasse Euthyneura.

## Descrizione
Il nome dell'ordine deriva dal greco antico κεφαλή, kephalế = testa e ἀσπίς, aspís = scudo e fa riferimento alla presenza di un processo cefalico a forma di scudo, che facilita l'interramento nel substrato, caratteristico di questo raggruppamento.
La conchiglia può essere ben sviluppata, vestigiale, interna (p.es. Chelidonura spp.) o del tutto assente come in alcune specie della famiglia Gastropteridae.

## Biologia
Il raggruppamento comprende specie erbivore, che si nutrono di diatomee o alghe filamentose, ma anche specie carnivore, che predano foraminiferi, piccoli molluschi bivalvi, policheti e anche altri gasteropodi.

## Distribuzione e habitat
I cefalaspidei hanno una distribuzione cosmopolita, con la maggiore biodiversità concentrata nelle acque tropicali e subtropicali dell'Indo-Pacifico.
Sono diffusi dal piano intertidale sino alle acque profonde. La maggior parte delle specie vive su substrati sabbiosi o fangosi, ma alcune specie vivono in associazione con piante acquatiche, alghe, coralli e spugne.

## Tassonomia
L'ordine comprende le seguenti superfamiglie e famiglie:
- Superfamiglia Bulloidea Gray, 1827
  - Bullidae Gray, 1827
  - Retusidae Thiele, 1925
  - Rhizoridae Dell, 1952
  - Tornatinidae P. Fischer, 1883
- Superfamiglia Cylichnoidea H. Adams & A. Adams, 1854
  - Colinatydidae Oskars, Bouchet & Malaquias, 2015
  - Cylichnidae H. Adams & A. Adams, 1854
  - Diaphanidae Odhner, 1914 (1857)
  - Eoscaphandridae Chaban & Kijashko, 2016
  - Mnestiidae Oskars, Bouchet & Malaquias, 2015
- Superfamiglia Haminoeoidea Pilsbry, 1895
  - Haminoeidae Pilsbry, 1895
- Superfamiglia Newnesioidea Moles, Wägele, Schrödl & Avila, 2017
  - Newnesiidae Moles, Wägele, Schrödl & Avila, 2017
- Superfamiglia Philinoidea Gray, 1850 (1815)
  - Aglajidae Pilsbry, 1895 (1847)
  - Alacuppidae Oskars, Bouchet & Malaquias, 2015
  - Antarctophilinidae Moles, Avila & Malaquias, 2019
  - Colpodaspididae Oskars, Bouchet & Malaquias, 2015
  - Gastropteridae Swainson, 1840
  - Laonidae Pruvot-Fol, 1954
  - Philinidae Gray, 1850 (1815)
  - Philinoglossidae Hertling, 1932
  - Philinorbidae Oskars, Bouchet & Malaquias, 2015
  - Scaphandridae G.O. Sars, 1878
- incertae sedis
  - Cylichnium Dall, 1908
  - Micratys Habe, 1952
  - Noalda Iredale, 1936

### Alcune specie

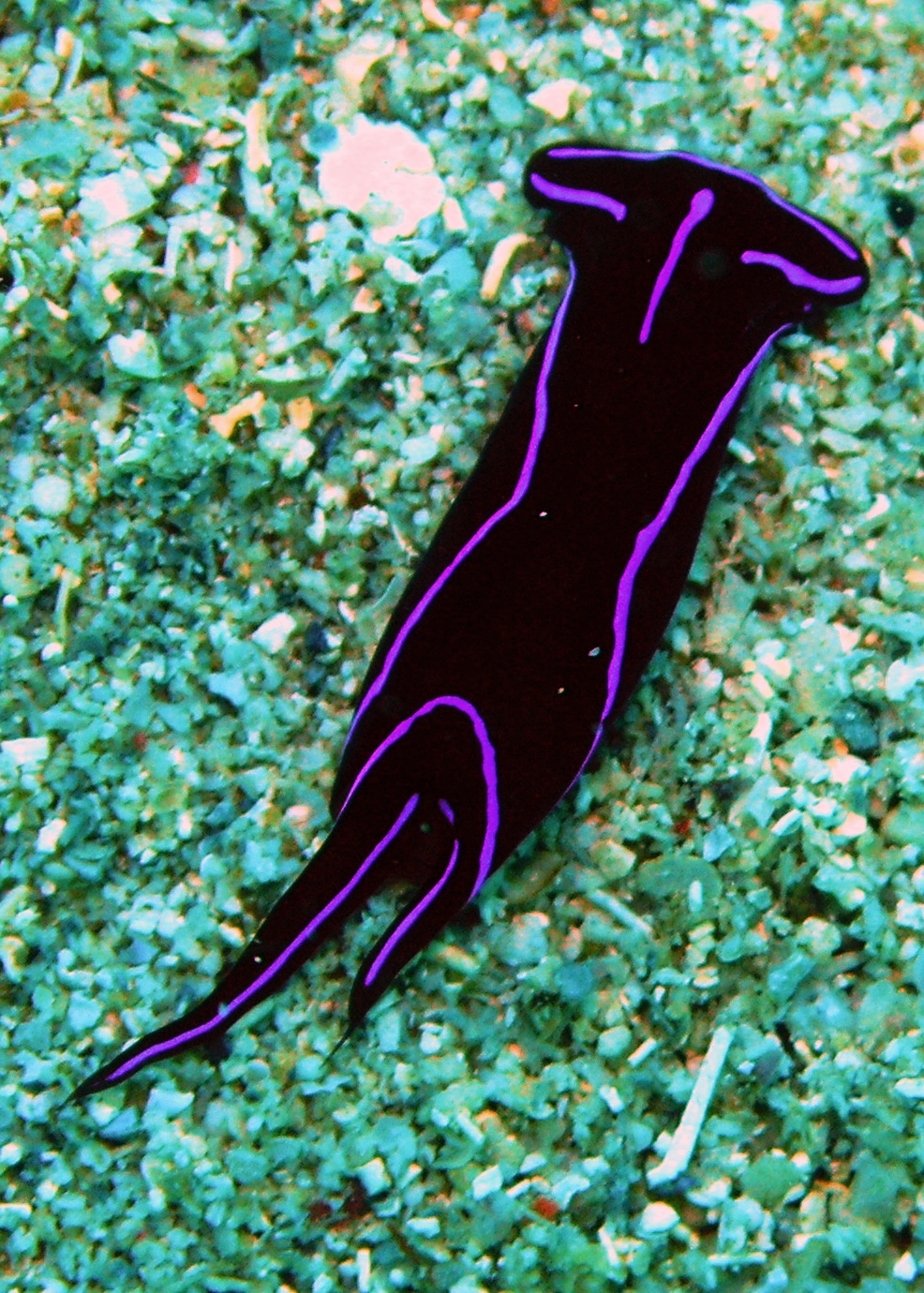
Chelidonura varians (Aglajidae)
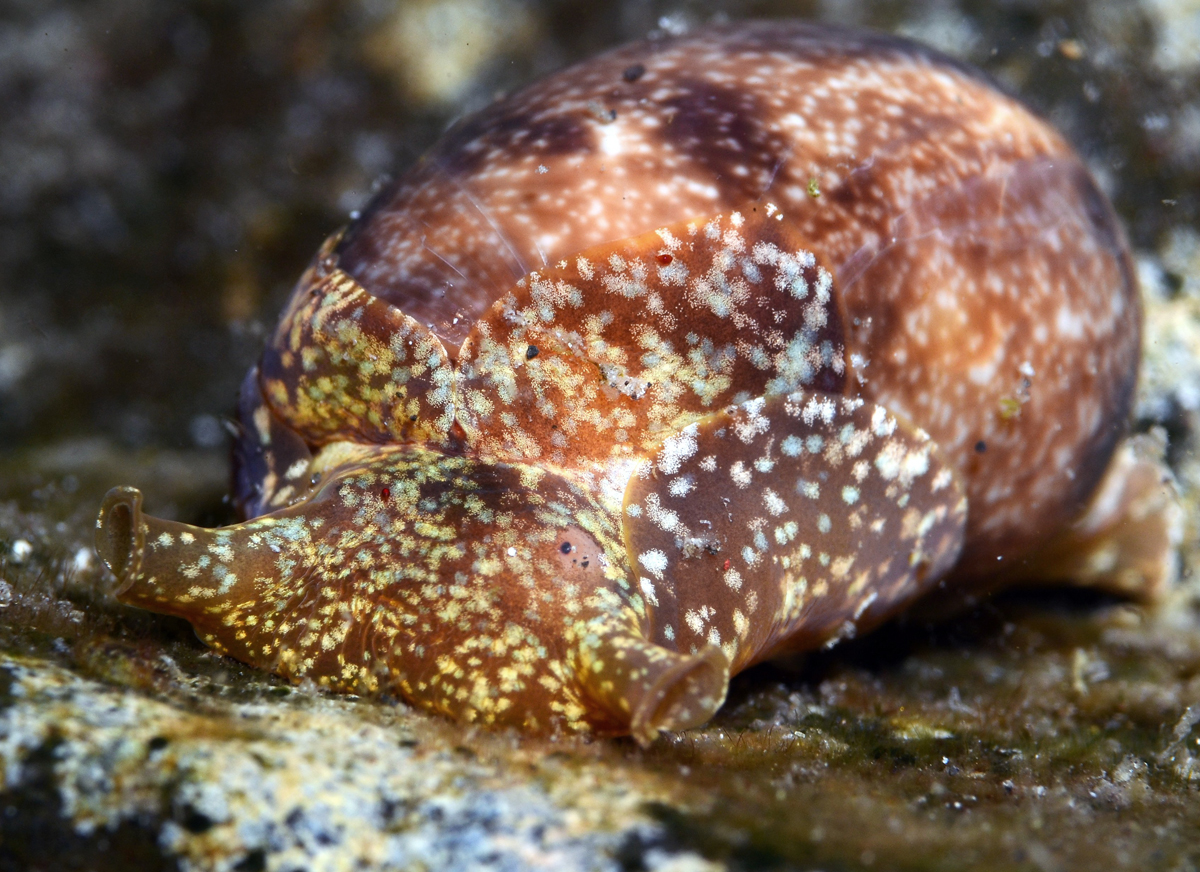
Bulla vernicosa (Bullidae)
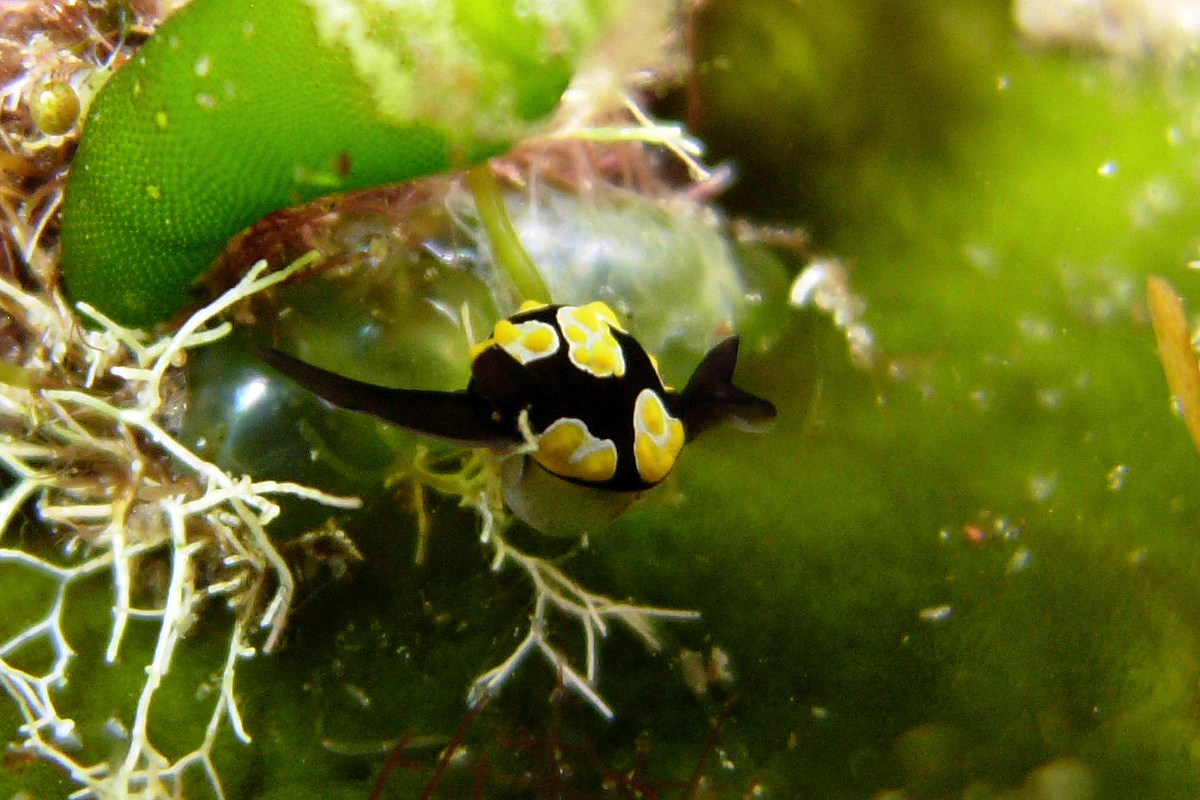
Colpodaspis thompsoni (Colpodaspididae)
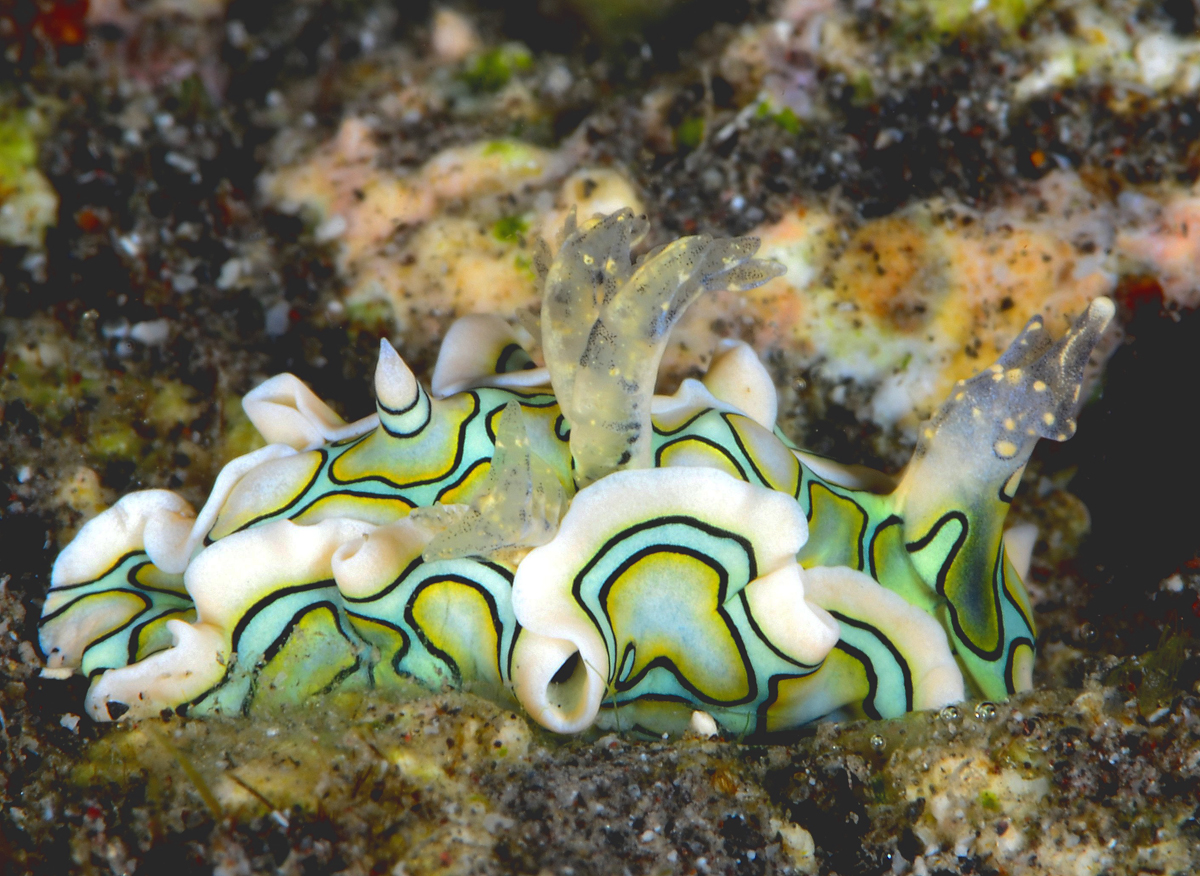
Sagaminopteron psychedelicum (Gastropteridae)
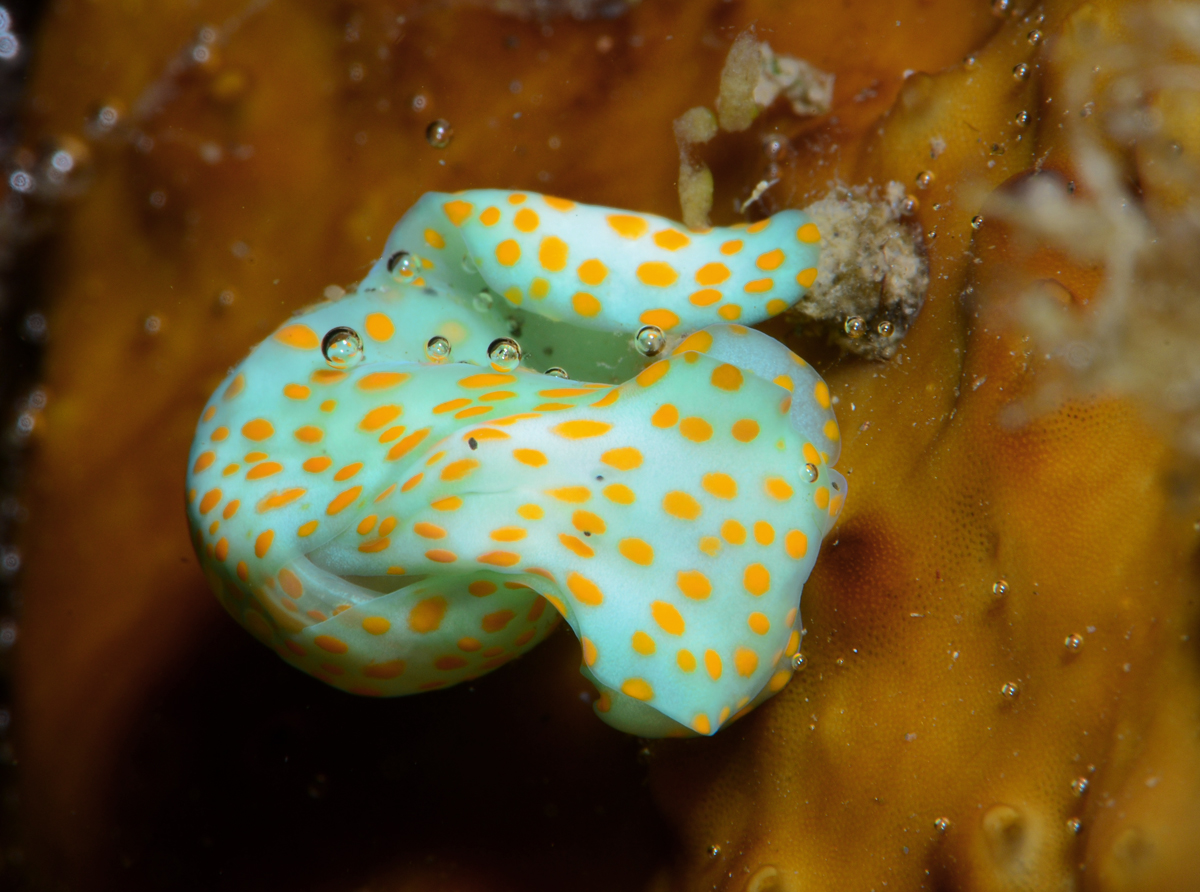
Lamprohaminoea cymbalum (Haminoeidae)
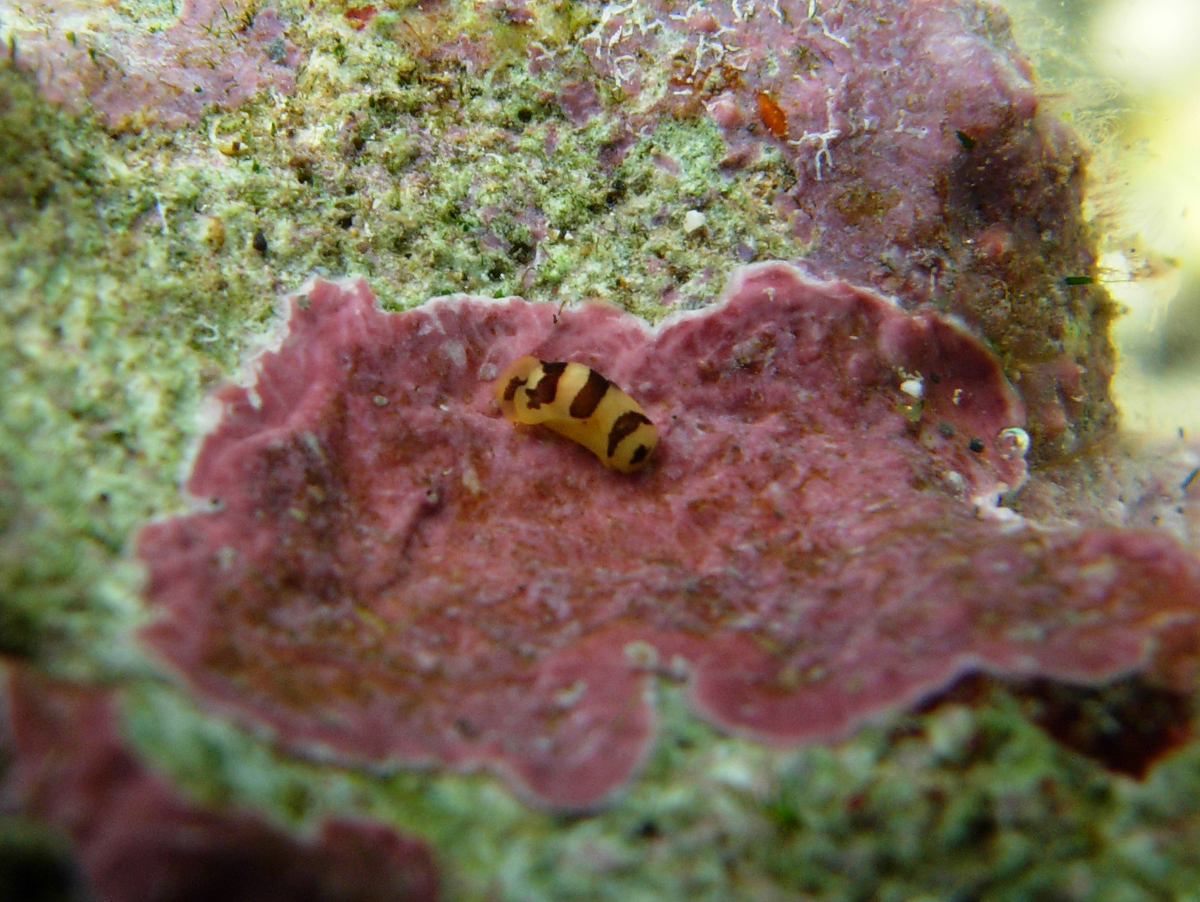
Philine orca (Philinidae)
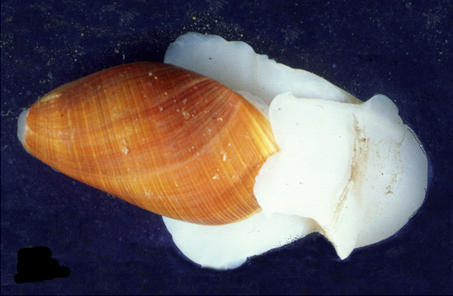
Scaphander lignarius (Scaphandridae)